# Arcangelo Tadini
Arcangelo Tadini (* 12. Oktober 1846 in Verolanuova in Brescia, Italien; † 20. Mai 1912 in Botticino Sera in Brescia, Italien) war ein italienischer Priester und Ordensgründer. Er wurde 2009 von der katholischen Kirche heiliggesprochen.

## Leben
Arcangelo Tadini empfing 1870 die Priesterweihe und war von 1871 bis 1873 als Kaplan in Lodrino und Marienheiligtum Santa Maria della Noce tätig. 1897 wurde er zum Pfarrer von Botticino Sera ernannt. Arcangelo rief eine Arbeitergesellschaft sowie ein Arbeiterinnenheim ins Leben. Außerdem gründete er 1900 das Institut des geweihten Lebens Arbeiter-Schwestern des Heiligen Hauses von Nazareth (it.: Suore Operaie della Santa Casa di Nazareth). 
Arcangelo wurde am 3. Oktober 1999 von Papst Johannes Paul II. selig- und von Papst Benedikt XVI. am 26. April 2009 heiliggesprochen. Sein Gedenktag in der Liturgie ist der 21. Mai.